# Агент 117: Каир — шпионское гнездо
«Агент 117: Каир — шпионское гнездо» (фр. OSS 117: Le Caire, nid d'espions) — французская приключенческая кинокомедия 2006 года, снятая по роману писателя Жана Брюса. Роль Агента 117 исполнил комик Жан Дюжарден.
Во Франции были многочисленные экранизации книг Жана Брюса об Агенте 117. Однако, этот фильм является самой удачной и известной экранизацией. Фильм стал одним из самых кассовых фильмов Франции, бюджет фильма составил 14 000 000 долларов.

## Сюжет
Дело происходит в Египте, в 1955 году.
В городе Каир собрались искусные шпионы всех мастей: англичане, немцы, итальянцы, русские. Среди них семья свергнутого короля Фарука, мечтающего вновь взобраться на трон, и «Орлы Хеопса» — религиозная секта, которая рвется к власти.
Чтобы навести порядок в Каире, Французское правительство посылает лучшего сотрудника — Агента 117.
Юбер Бониссёр де ля Бат (он же агент 117) очень любит пошутить, выпить и позаниматься сексом с красивыми дамами. Таким образом, знакомясь с некоторыми особами, Юбер входит в курс дела. Его партнёрами по заданию становятся египетская шпионка Лармина Эль Акмар Бетуч и английский шпион «инкогнито».
Помимо своего задания, Юбер разыскивает своего старого друга Джека Джефферсона, с которым веселился на отдыхе и выполнял операции. Однако сам Джек хранит абсолютно другие воспоминания о Юбере и на самом деле жаждет убить его.
Во время миссии Юбер узнаёт, что за ним охотится ещё и бывший нацистский фюрер — Молер. Дело в том, что в 1945 году (ровно 10 лет назад) Юбер помог французским пилотам истребить фашистскую команду. И фюрер желает отомстить Юберу за уничтожение нацистской Германии и создать Четвёртый Рейх.
Юбера ждёт масса приключений, опасных и смешных ситуаций. Это не беда для такого придурковатого, но гламурного шпиона.

## Исполнители

### В главных ролях
- Жан Дюжарден — Юбер Бониссёр де ля Бат / Агент 117
- Беренис Бежо — Лармина Эль Акмар Бетуч
- Ор Атика — Принцесса Тарук
- Филипп Лефевр — Джек Джефферсон
- Лорен Батье — Гардеробщик / английский шпион
- Константин Александров — Сагдиев, резидент СССР
- Ричард Саммел — Молер, нацистский лидер

### В ролях
- Саид Амади
- Клод Броссе
- Франсуа Дамиен
- Юсеф Хамид
- Халид Маадур
- Арсен Моска
- Абдалла Мунди
- Эрик Пра
- Майкл Хофланд
- Жан-Франсуа Алин
- Марк Боднар
- Бернард Ниссиль
- Диего Диенг
- Гассан Шабаки
- Йоханнес Оливер Хэмм
- Жан-Мари Пари
- Лаура Шиффман
- Лионель Витран (в титрах не указан)

## Награды
| Год  | Премия                       | Номинация                      | Персона                               | Результат |
| ---- | ---------------------------- | ------------------------------ | ------------------------------------- | --------- |
| 2007 | «Сезар»                      | Лучшая мужская роль (комедия)  | Жан Дюжарден                          | Номинация |
| 2007 | «Сезар»                      | Лучшие декорации               | Маамар Эч-Шейх                        | Победа    |
| 2007 | «Сезар»                      | Лучшая работа оператора        | Гийом Шиффман                         | Номинация |
| 2007 | «Сезар»                      | Лучшие костюмы                 | Шарлотта Дави                         | Номинация |
| 2007 | «Сезар»                      | Лучший адаптированный сценарий | Жан Франсуа-Алин и Мишель Хазанавичус | Номинация |
| 2006 | «Seatle Int'l Film Festival» | Приз зрительских симпатий      | Мишель Хазанавичус                    | Гран При  |
| 2006 | «Tokio Int'l Film Festival»  | Приз зрительских симпатий      | Мишель Хазанавичус                    | Гран При  |

## Интересные факты

### Относительно фильма
- Фильм является пародией на Агента 007. Однако, книга, ставшая основой фильма, была написана Жаном Брюсом за 5 лет до того, как Ян Флеминг написал свою первую книгу о Джеймсе Бонде.
- Фильмы про агента 117 тоже начали снимать гораздо раньше, чем знаменитую Бондиану.
- Фильм о похождениях Агента 117 в Каире на самом деле был снят в Марокко, в туристическом районе Хабус.
- Марокканцы, снимавшиеся в фильме потребовали ещё денег помимо платы за съёмки, в результате чего произошла забастовка, которую предотвратили, заплатив после выхода фильма.
- В фильме присутствует шутка, когда советский посол Сагдиев в подполье торгует баранами.
- В финале фильма Юбер целует Лармину на фоне ярких салютов. Такой же финал и во втором фильме. Режиссёрская трактовка.
- В финальных титрах профиль Жана Дюжардена освещается прожектором, получается световой круг. Так пародируется круг дула пистолета, в котором ходит Джеймс Бонд.
- 117-го мог бы сыграть Фредерик Дьефенталь, известный зрителям по комедиям «Квартирант» и «Такси».
- Слоган фильма: Вооружён и очень гламурен!

## Саундтрек
В 2006 году вышел саундтрек фильма OSS 117: Le Caire, nid d'espions.

### Список композиций
1. Bambino
2. Le Caire Nid D’Espions
3. OSS 117 Theme
4. Larmina Theme
5. Bienvenue Au Caire
6. Tant Qu’Il Y Aura Des Hommes Mйlancoliques
7. La Dialectique Peut-Elle Casser Des Briques?
8. Froggy Afternoon
9. Egyptian Polka
10. Cuando Hablas, No Te Entiendo
11. Nefertitwist
12. Sweet Night in Cairo
13. Chili Chicken Dance
14. Wesh Wesh 117
15. Tant Qu’Il Y Aura Des Hommes Joyeux
16. Dans Les Eaux Troubles Du Canal De Suez
17. Derriиre Les Dunes
18. Requiem Pour Un Espion
19. OSS 117 Theme (Remix)

## Продолжение
Режиссёр Мишель Хазанавичус твёрдо решил, что он намерен снять несколько кинокомедий об Агенте 117 подобно Бондиане.

### Миссия в Рио
В 2009 году успешно вышел фильм «Агент 117: Миссия в Рио» с Жаном Дюжарденом. 

Однако успеху этого второго фильма, конечно, не сравниться с успехом первого. 

Главную роль в фильме снова исполняет Жан Дюжарден. 

На этот раз он снова столкнётся с фашистами, которые соберутся создавать Пятый Рейх.
- Режиссёр: Мишель Хазанавичус
- Продюсер: Эрик Альимайер, Николас Альтмайер
- Сценарист: Мишель Хазанавичус, Жан-Франсуа Алин